# Eric al III-lea al Danemarcei
Eric al III-lea (n. 1100 – d. 20 noiembrie 1146, Odense, Danemarca)  a fost regele Danemarcei din 1137 până în 1146. A fost fiul lui Eric I al Danemarcei și nepotul lui Eric al II-lea al Danemarcei, pe care l-a succedat la tron. El a abdicat în 1146, fiind primul și singurul monarh danez care a făcut asta. Succesiunea sa a avut loc în perioada războiului civil dintre Svend al III-lea al Danemarcei, Knut al V-lea al Danemarcei și Valdemar I al Danemarcei.
Eric a fost născut la Funen. Mama lui a fost prințesa Ragnhild a Danemarcei, fiica lui Eric I al Danemarcei, iar tatăl său a fost nobilul danez Hakon Sunnivasson, un strănepot al regelui Magnus I al Norvegiei și al Danemarcei. Eric a fost nepotul lui Eric al II-lea al Danemarcei, luptând pentru el în bătălia de la Fotevik în 1134, urmându-l la tron când acesta a fost ucis în 1137. Nu se cunosc foarte multe detalii despre domnia lui Eric. Cronicarii contemporani nu sunt de acord cu personalitatea acestui rege și e portretizat atât ca un om pasiv cât și ca unul indecis, precum și un luptător dornic și curajos.
Eric a trebuit să lupte pentru domnie împotriva vărului său, Olaf Haraldsen. Olaf a stabilit o bază de putere în Scania în 1139 și a încercat să cucerească tronul, până când Eric l-a învins și l-a ucis în 1141, în apropiere de Helsingborg. În timpul războaielor civile, slavii de vest au percheziționat coasta daneză fără să întâmpine multă rezistență. Eric i-a sprijinit pe Magnus cel Orb și pe Sigurd Slembe în războaiele civile norvegiene. 
În 1146, Eric a abdicat de la tron, fiind singurul și unicul rege danez din istorie care a făcut acest lucru, motivele fiind necunoscute. S-a retras la Abația St. Knut unde a murit pe 27 august 1146. Abdicarea sa poate fi explicată prin incapacitatea sa de a guverna sau prin boala  de care suferea și care, în cele din urmă, l-a ucis.